# Asexualitat
|  | Aquest article tracta sobre la tendència sexual humana. Si cerqueu el mode de reproducció d'algunes espècies, vegeu «reproducció asexual». |

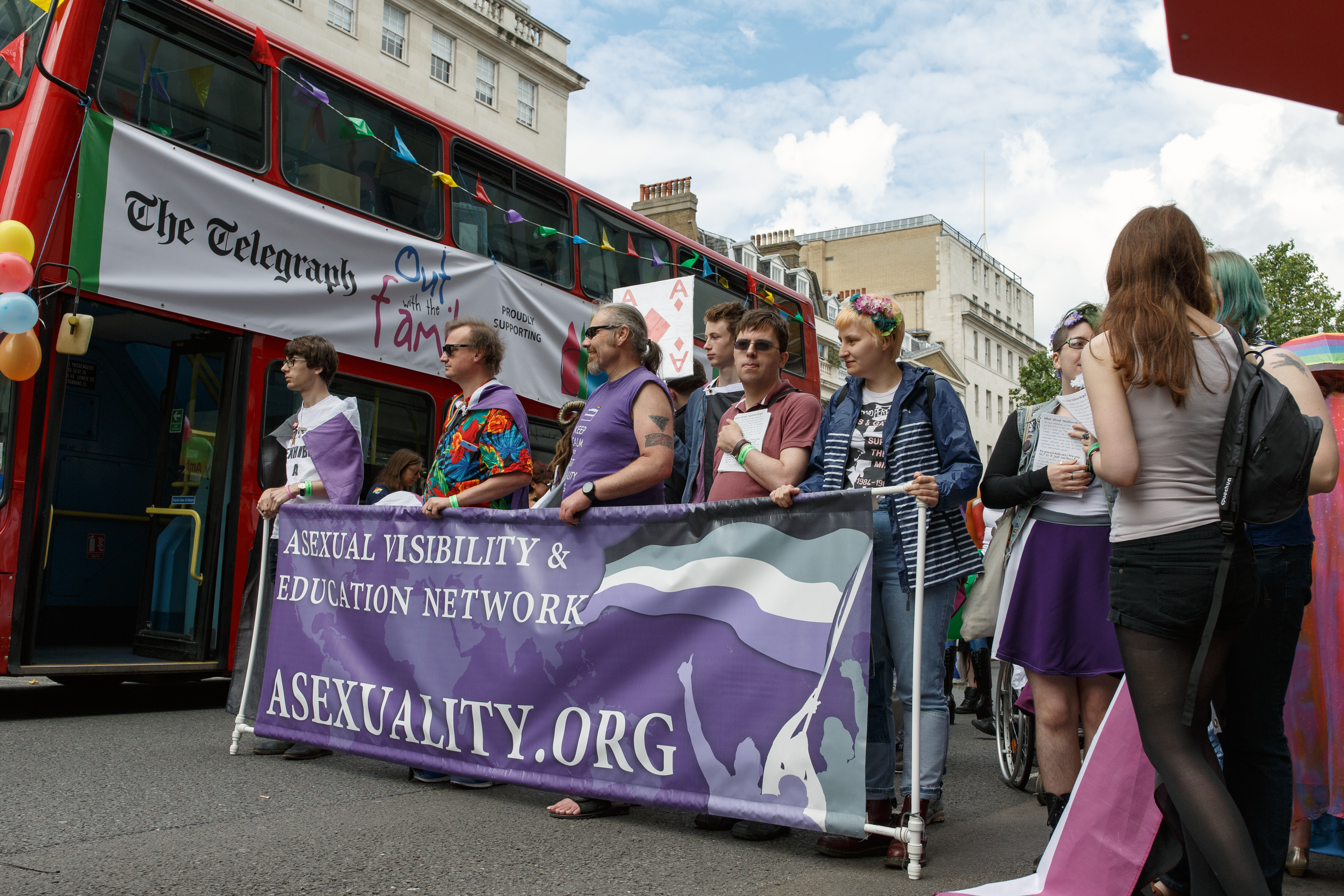
Manifestació que demana visibilitat per a l'asexualitat. Londres, 2016.

Símbol de l'asexualitat

L'asexualitat, de vegades anomenada no-sexualitat,
en el seu sentit més ampli, és la manca d'atracció sexual cap a altres éssers
o la manca d'interès pel sexe.
També es pot considerar com una manca d'orientació sexual. Un estudi comunament citat, publicat el 2004, calculava l'existència d'asexualitat en un 1% de la població.
L'asexualitat és diferent de l'abstinència i del celibat, que són temes conductuals i generalment motivats per factors com les creences personals o religioses d'un individu;
l'orientació sexual, a diferència del comportament sexual, és considerat que està "durant". Algunes persones asexuals tenen, de fet, activitat sexual; malgrat que no tenen desig de sexe ni atracció sexual, a causa de diverses raons, com per exemple pel desig o la necessitat de complaure la seva parella, o bé pel desig de tenir fills.
Només últimament l'asexualitat s'ha començat a acceptar com una orientació sexual més, i com un camp de recerca científica,
i s'ha començat a crear un creixent cos de recerca des de perspectives tant sociològiques com psicològiques. Mentre que alguns investigadors afirmen que l'asexualitat és una orientació sexual, altres hi estan en desacord. Darrerament s'han començat a formar diverses comunitats asexuals, mercès a l'aparició d'Internet i de les xarxes socials. La més prolífica i coneguda d'aquestes comunitats ha estat l'anomenada Asexual Visibility and Education Network (AVEN), fundada el 2001.

## Definicions

### Relacions sexuals i identitat
Els asexuals, tot i que no senten atracció sexual cap a cap gènere, poden participar en relacions romàntiques purament emocionals (en les quals es pot practicar sexe). Termes pel que fa a això són:
- Asexual: Manca d'atracció sexual cap als altres
- Bisexual: Atracció sexual cap a persones de més d'un gènere diferent, incloent-hi les persones de gènere no binari
- Heterosexual: Atracció sexual cap a persones d'un gènere diferent
- Homosexual: Atracció sexual cap a persones del mateix gènere
- Pansexual (també omnisexual): Atracció sexual cap a persones de qualsevol gènere sense que aquest importi, incloent-hi persones de gènere no binari
- Transsexual: Es respecta en l'edició aquesta entrada 'Transsexual' (i es suprimeix el contingut que fa referència a un contingut exclusivament sexual donat què és improcedent). És obligat anunciar què la transsexualitat no hi hauria de figurar entre les variables d'orientació sexual donat què no té res a veure amb el gustos sexuals o la seva carència. Pertany la transsexualitat exclusivament al conflicte de gènere què experimenta una persona en haver estat catalogada com a home o com a dona tenint exclusivament en compte els seus genitals al moment de néixer, quan la psicologia i gènere per ella sentit, és diferent al gènere que se li ha atribuït. En relació als gustos sexuals, una persona transsexual pot tenir qualsevol de les orientacions existents (heterosexual, homosexual, pansexual, etc).

L'AVEN defineix asexualitat com "algú que no experimenta atracció sexual" i manifesta, "una altra petita minoria pensa ells mateixos com asexuals per un breu període mentre explora i qüestiona la seva pròpia sexualitat" i que "no hi ha cap prova de tornassol per determinar si algú és asexual. L'asexualitat és com qualsevol altra identitat;- al seu cor, és només una paraula que la gent utilitza per ajudar a imaginar-se. Si en qualsevol punt algú troba asexual la paraula útil descriure's, els animem a utilitzar-lo mentre tingui sentit per fer això".
Els investigadors han variat en els seus intents de definir l'asexualitat, però el terme es defineix normalment per significar la manca o absència d'atracció sexual o interès sexual. Això es pot definir com tenir poca atracció sexual o desig, cap atracció sexual o desig, o una combinació d'ambdós amb la característica de comportament o sense, com els investigadors han utilitzat el terme "per referir-se a individus amb desig sexual baix o absent o atraccions, comportaments sexuals baixos o absents, associacions no sexuals exclusivament romàntiques, o una combinació tant de desitjos sexuals absents com de comportaments".
Com a identitat emergent amb una definició àmplia, hi ha una enorme quantitat de variació entre gent que s'identifica com asexual; per exemple, individus asexualment identificats que afirmen que senten atracció sexual però no la inclinació d'actuar-hi perquè no tenen cap desig veritable o han de participar en l'activitat sexual o fins i tot no sexual (abraçant, agafant la mà, etc.). Alguns asexuals participen en l'activitat sexual com a curiositat. Alguns es poden masturbar com a forma solitària d'alliberament, mentre altres no senten una necessitat de fer-ho. Alguns refereixen comunament la necessitat o desig de masturbació com a "desig sexual" i es dissocia de l'atracció sexual i el coit; els asexuals que es masturben generalment el consideren que és un producte normal del cos humà i no un senyal de sexualitat latent, i poden no trobar-lo plaent. Alguns homes asexuals són incapaços d'aconseguir una erecció i l'activitat sexual és completament impossible per a ells.
Els asexuals també difereixen en les seves sensacions envers els actes sexuals que realitzen: Alguns són indiferents i poden fins i tot tenir sexe en benefici d'un soci romàntic, mentre que altres són més fortament adversos a la idea tot i que no els desagrada necessàriament altra gent per al sexe que té mentre no els impliqui.

### Orientació sexual i etiologia

Molts trets en una població mitjana es poden descriure en termes d'una distribució normal. Mentre la majoria de persones representen no estan allunyats del valor mitjà per a un tret determinat, un petit nombre es distribueix en els extrems. En descriure el desig sexual amb tal corba, la majoria de la població cau al mig. Al contrari, una proporció petita representarà naturalment qualsevol extrem. En un extrem hi hauria els hipersexuals, mentre que altres (en altra esquerra) hi hauria els asexuals.

Hi ha debat significatiu sobre tant si l'asexualitat és o no una orientació sexual. És més comparable a trastorn d'hipoactivitat del desig sexual (HSDD), en el sentit que els dos impliquen una manca general d'atracció sexual a qualsevol, però l'asexualitat no és generalment considerada un trastorn (com l'anorgàsmia, l'anhedonia, etc.) o una disfunció sexual perquè l'asexualitat no defineix necessàriament algú com posseïdor d'un problema mèdic o problemes sobre altres socialment (com el celibat o l'abstinència). Tampoc no implica que li falti l'atracció sexual provoca ansietat; és la manca o absència d'atracció sexual com una característica que dura al llarg de la vida. Alguns estudiosos, tanmateix, opinen que l'asexualitat no és una categoria significativa per sumar-se al continu d'orientacions sexuals, i diuen que és en canvi la manca d'una orientació sexual o sexualitat. Altres manifesten que és la denegació de la sexualitat natural d'un, i que és un trastorn provocat per l'avergonyiment envers la sexualitat o l'ansietat, a vegades basant aquesta creença en asexuals que es masturben o ocasionalment participen en l'activitat sexual simplement per complaure un soci romàntic.
Altres estudiosos afirmen que l'asexualitat és una orientació sexual, ja que alguns asexuals són incapaços de masturbar-se tot i que segons hom diu tenen un desig sexual "normal", i que hi ha variacions de preferències sexuals, sostenint que l'asexualitat també s'hi hauria d'incloure. Accentuen que els asexuals no decideixen no tenir cap desig sexual, i generalment comencen a descobrir les seves "diferències" en comportaments sexuals al voltant d'adolescència. A causa d'aquests fets que surten a la llum, l'asexualitat és molt més que una elecció conductual, i no és alguna cosa que es pot "curar" com un trastorn.
L'etiologia en aquest context és sense implicació de malaltia, trastorn o anormalitat. La investigació sobre l'etiologia de l'orientació sexual quan s'aplica a l'asexualitat té el problema definitori com el que l'orientació sexual no és coherentment definida per tots els investigadors incloent-hi l'asexualitat. L'asexualitat pot ser considerada una orientació sexual, que es defineix com "duradora" i resistent al canvi, demostrant que és generalment insensible a intervencions pensades per canviar-lo. Tanmateix, mentre l'heterosexualitat, l'homosexualitat, i la bisexualitat normalment, però no sempre, es fixen durant els primers anys de vida preadolescent, no se sap quan es fixa la condició d'asexualitat. "És confús si aquestes característiques són innates o si es poden adquirir".
La no-mesura en algunes àrees d'orientació sexual és acceptada per l'American Psychological Association, l'American Psychiatric Association, i la National Association of Social Workers: Simplement per documentar que ocorre un fenomen, els estudis de cas (case studies) i les mostres no probabilístiques sovint són adequades. Alguns grups són suficientment poc nombrosos- en relació al conjunt de la població- que localitzar-los amb un mostreig aleatori és extremadament car o pràcticament impossible. En els últims casos, l'ús de mostres no probabilístiques és sovint apropiat."
En la determinació d'etiologies, quan els asexuals són un percentatge petit d'una societat gran, els asexuals amb una etiologia donada compondran un percentatge fins i tot més petit, de manera que la informació etiològica estigui disponible només per alguns individus, generalment seleccionats d'una forma no aleatòria.

## Recerca

### Prevalença
A meitats del segle xx, Alfred Kinsey considerava individus de 0 a 6 segons la seva orientació sexual d'heterosexual a homosexual, conegut com l'Escala Kinsey. També incloïa una categoria que anomenava "X" per a individus amb "cap contacte sociosexual o reaccions". Ell etiquetà un 1,5% de la població masclulina adulta com “X”. Al segon llibre de Kinsey Sexual Behavior in the Human Female, comunicava aquesta grup d'individus que són X: dones no casades = 14–19%, dones casades = 1–3%, dones prèviament casades = 5–8%, homes no casats = 3–4%, homes casats = 0%, i homes prèviament casats = 1–2%.
Més dades empíriques sobre la demografia asexual apareixeren el 1994, quan un equip de recerca al Regne Unit publicà un informe exhaustiu sobre 18.876 residents britànics esperonat per la necessitat d'informació sexual arran de la pandèmia de la sida. L'enquesta incloïa una qüestió sobre atracció sexual, en la qual l'1,05% dels qui responien respongué que "mai no s'havien sentit sexualment atrets per cap persona." Aquest estudi d'aquest fenomen era continuat per l'investigador de sexualitat canadenc Dr. Anthony Bogaert el 2004, que explorava demografia de l'asexualitat en una sèrie d'estudis. Bogaert creia que la xifra d'un 1% no era un reflex acurat del percentatge gaire més gran probable de la població que es podria identificar com asexual, fixant-se que en l'enquesta inicial un 30% de persones contactades decidien no participar en l'enquesta. Ja que és més probable que la gent menys sexualment experimentada es negui a participar en estudis sobre sexualitat, i els asexuals tendeixen a ser menys sexualment experimentat que els sexuals, és probable que els asexuals fossin més presents en el 30% que declinà la participació en l'enquesta i, per tant, no comparable al 70% que si que hi participà. El mateix estudi trobava que el nombre d'homosexuals i bisexuals es combinava per ser al voltant d'un 1,1% de la població, que és molt més petita que no indiquen altres estudis.
Tanmateix, la recerca de sexualitat de Bogaert s'ha examinat en el passat, des que estava implicat en estudis que connectaven raça amb comportaments sexuals com si tinguessin una base evolutiva. Aquest estudi era altament discutit per la comunitat científica que tan potencialment constituïa un cas de racisme científic.

### Activitat sexual i sexualitat
Mentre que alguns asexuals es masturben com a forma solitària d'alliberament o tenen sexe en benefici d'un soci romàntic (vegeu secció prèvia), altres no ho fan. L'Institut Kinsey patrocinà una altra enquesta petita en el tema el 2007, que trobà que asexuals autoidentificats "comunicaven significativament menys desig de sexe amb un soci, baixa excitabilitat sexual, i baixa excitació sexual però no diferia coherentment dels de no asexuals en els seus resultats d'inhibició sexuals o el seu desig de masturbar-se".
Un article de 1977 titulat «Asexual and Autoerotic Women: Two Invisible Groups» (Dones asexuals i autoeròtiques: dos grups invisibles), de Myra T. Johnson, el primer article explícitament dedicat a l'asexualitat en humans. Johnson defineix els asexuals com aquells homes i dones "que, sense tenir en compte la seva història sexual real, física o emocional, i estat civil o orientació ideològica, semblen a prefereixi no participar en l'activitat sexual." Johnson contrasta dones autoeròtiques amb dones asexuals: "La dona asexual […] no té cap desig sexual [però] la dona autoeròtica […] reconeix tals desitjos però prefereix satisfer-los sola." L'evidència de Johnson són principalment cartes a l'editor trobat a les revistes de dones escrites per dones asexual/autoeròtiques. Les descriu com invisibles, "oprimides per un consens que són inexistents", i deixades de banda tant per la revolució sexual com pel moviment feminista. la societat o bé les ignora o en nega la seva existència o insisteix que hagin de ser ascetes per raons religioses, neuròtiques, o asexuals per raons polítiques.
En un estudi publicat el 1979 en Advances in the Study of Affect, volum 5, i en un altre article que utilitza les mateixes dades i publicat el 1980 en el Journal of Personality and Social Psychology, Michael D. Storms de la Universitat de Kansas perfilava la seva pròpia escala Kinsey.
Mentre que Kinsey mesurava orientació sexual basada en una combinació de comportament sexual real i de fantasies i erotisme, Storms només utilitzà fantasies i erotisme. Storms, tanmateix, posà heteroerotisme i l'homoerotisme en eixos separats més que en dos extrems d'una escala única; això té en compte una distinció entre bisexualitat (exhibint tant hetero com homoerotisme en graus comparables als hetero o homosexuals, respectivament) i asexualitat (no exhibint un nivell d'homoerotisme comparable a un heterosexual i un nivell d'heteroerotisme comparable a un homosexual, és a dir, de poc a cap). Storms conjecturava que molts investigadors després del model de Kinsey podrien categoritzar els asexuals per error com a bisexuals, perquè els dos eren simplement definits per una manca de preferència pel gènere dels seus socis sexuals.
El primer estudi que donava dades empíriques sobre asexuals era publicat el 1983 per Paula Nurius, pel que fa a la relació entre orientació sexual i salut mental. A diferència d'estudis previs en el tema, utilitzava el model bidimensional esmentat per a l'orientació sexual. Sis-cents vuitanta-nou subjectes més que eren estudiants de psicologia o psicologia en diverses universitats dels Estats Units se'ls donaven unes quantes enquestes, incloent-hi quatre escales de benestar clíniques i una enquesta que demanava amb quina freqüència participaven en diverses activitats sexuals i cada quant els agradaria participar en aquelles activitats. Basat en els resultats, als enquestats se'ls donava un resultat que s'estenia de 0 a 100 per a heteroerotisme i de 0 a 100 per a l'homoerotisme. Als enquestats que obtenien un resultat de 10 o menys s'etiquetaven "asexuals." Això consistia en un 5% dels homes i un 10% de les dones. Els resultats mostraven que els asexuals eren tenien més sovint una autoestima baixa i depressió que els membres d'altres orientacions sexuals; el 25,88% d'heterosexuals, bisexuals d'un 26,54% (anomenats "ambisexuals"), un 29,88% d'homosexuals, i un 33,57% d'asexuals tenien problemes l'autoestinma. Una tendència similar existia per a la depressió. Nurius no creia que es poguessin treure conclusions fermes per a una diversitat de raons. Asexuals també comunicava freqüència molt més baixa i freqüència desitjada d'una varietat d'activitats sexuals incloent-hi tenir socis múltiples, activitats sexuals anals, tenint trobades sexuals en diversos llocs, i activitats autoeròtiques.
Encara que les comparacions amb sexualitat no humana són problemàtiques, una sèrie d'estudis fets sobre preferències d'aparellament d'ovelles al United States Sheep Experiment Station a Dubois (Idaho), engegada en 2001 trobà que aproximadament un 2-3% dels animals que s'estudiaven no tenien gens d'interès aparent a aparellar-se amb cap sexe; els investigadors classificaven aquests animals com asexuals, però trobaven que fossin altrament sans sense diferències enregistrades en nivells hormonals.
Un article més recent escrit per Karli June Cerankowski i Megan Milks, titulat «New Orientations: Asexuality and Its Implications for Theory and Practice» (Orientacions noves: asexualitat i les seves implicacions per a la teoria i pràctica), suggereix que l'asexualitat pot ser una mica d'una qüestió en si mateix per a aquests estudis de gènere i sexualitat.
Cerankowski i Milks constataren que l'asexualitat, per mitjà d'estudis feministes i estranys, planteja moltes més qüestions que no pas en resol, com perquè es podria abstenir una persona del sexe que té que és generalment acceptat per societat que és el més bàsic dels instints. L'article també manifesta que la societat tampoc permet que es consideri "[ LGBT i] sexualitat femenina tan autoritzada o reprimida. El moviment asexual desafia aquella suposició desafiant molts dels llogaters bàsics de feminisme prosexe ja definit com a repressiu o sexualitats antisexe." AVEN ha formulat asexualitat com una orientació biològicament resoluta. Aquesta fórmula, si s'analitza científicament i es demostra, donaria suport a l'investigador Simon LaVey en l'estudi cec sobre l'hipotàlem en homes gais, dones, i homes hetero, que trobaven que hi ha una diferència biològica entre homes rectes i homes gais.

## Comunitat
Una comunitat d'asexuals autoidentificats s'unia a principis del segle xxi, al qual contribuïa la popularitat de comunitats en línia. La dra. Elizabeth Abbot, autora de «A History of Celibacy» (Una història de celibat), admet una diferència entre asexualitat i celibat i postula que sempre hi ha hagut un element asexual en la població però que la gent asexual es quedava un perfil baix. Mentre que el fracàs de consumar matrimoni es veia com a insult al sagrament de matrimoni a l'Europa medieval, l'asexualitat, a diferència de l'homosexualitat, mai no ha estat il·legal, i la gent asexual ha pogut “volar fora de radar”. Tanmateix, al segle xxi, l'anonimat de comunicació en línia i la popularitat general de les xarxes social en línia ha facilitat la formació d'una comunitat construïda al voltant d'una identitat asexual comuna.

El triangle AVEN l'asexualitat. La primera línia del triangle representa l'Escala Kinsey amb el tercer punt que representa l'altra dimensió d'atracció sexual; l'àrea grisa que descriu el pendent entre sexual i asexual.

L'Asexual Visibility and Education Network (AVEN), fundada el 2001 per David Jay amb dos objectius primaris: crear acceptació pública i discussió d'asexualitat i facilitar el creixement d'una comunitat asexual. Des de llavors, ha crescut fins a esdevenir la comunitat asexual en línia més gran del món, servint de recurs informatiu i punt de trobada per a gent que és asexual i interrogant, els seus amics i familiars, investigadors acadèmics, i la premsa. La xarxa té comunitats de satèl·lit addicionals en deu llengües. Els membres d'AVEN han estat implicats en la cobertura de mitjans de comunicació que abraça televisió, publicacions impreses, ràdio i participacions en conferències, i esdeveniments d'orgull al voltant del món.
Les comunitats asexuals com AVEN poden ser beneficioses per aquells a la recerca de respostes per resoldre una crisi d'identitat. En molts casos d'asexualitat, els individus se'n van a través d'una sèrie de processos emocionals que acaben que s'identifiquin amb la comunitat asexual. Primer s'adonen que les seves atraccions sexuals difereixen d'aquelles de gran part de la societat. Aquesta diferència condueix a qüestionar si la manera que senten són raons acceptables, i possibles per les quals se senten d'aquesta manera. Les creences patològiques tendeixen a seguir on, en alguns casos, poden buscar ajuda mèdica perquè senten que tinguin una malaltia. S'arriba normalment a l'auto-comprensió quan troben una definició que lliga amb les seves sensacions. Les comunitats asexuals proporcionen suport i informació que permet novament als asexuals identificats passar de l'autoaclariment a identificar en un nivell comunal, que poden estar autoritzant, perquè ara tenen alguna cosa per associar-se, que normalitza aquesta situació dins d'un aïllament social global.
Les organitzacions asexuals i uns altres recursos d'Internet tenen un paper clau informant la gent sobre l'asexualitat. La manca de recerca fa difícil que els doctors entenguin la casua. La majoria de les persones que diuen que són asexuals s'autoidentifiquen. Això pot ser un problema quan l'asexualitat es confon amb un problema d'intimitat o relació o amb uns altres símptomes que no defineixen l'asexualitat. Hi ha també una població significativa o que no entén o no creu en l'asexualitat, que se suma a la importància d'aquestes organitzacions per informar la població general.

La bandera d'orgull asexual

Després d'un període de debat sobre tenir una bandera asexual i com a establir un sistema per crear-ne una, i contactant tantes comunitats asexuals com fos possible, l'agost de 2010 una bandera s'anunciava com la bandera d'orgull asexual. La bandera final havia estat un candidatura popular i així tenia prèviament vist utilitzar en fòrums en línia a fora d'AVEN. El vot final es tenia en un sistema d'enquesta a fora d'AVEN on s'organitzaven els esforços de creació de bandera principals. Els colors de bandera s'han utilitzat a l'original i han fet referència en articles sobre la sexualitat.

## Proteccions legals
Actualment, els Estats dels EUA de Vermont
i Nova York han etiquetat els asexuals com una classe protegida. L'asexualitat no atreu típicament atenció de l'escrutini públic o essencial. Així no ha estat subjecte de legislació, contràriament al que fou amb altres orientacions sexuals.

## Asexuals notables
- Mao Sugiyama, un xef japonès, va fer que li traguessin quirúrgicament els seus genitals i els serví per a sopar als convidats que pagaren.[46][47]
- Edward Gorey, escriptor i il·lustrador. Gorey mai no es casà ni se li havien conegut relacions romàntiques i havia respost a l'interrogatori d'un entrevistador de la seva orientació sexual amb, "No sóc ni una cosa ni l'altre especialment... Sóc aparentment raonablement subsexual o alguna cosa." Estava d'acord amb el suggeriment de l'entrevistador que la "insexualitat" dels seus llibres fos "un producte de la seva asexualitat".[48]
- Keri Hulme, autor de The Bone People, guanyador del Premi Booker de 1985, va parlar de l'asexualitat i la seva implicació amb AVEN en una entrevista de 2007.[22]
- Bradford Cox, un músic americà, líder del Deerhunter de bandes i Atlas Sound.[49]
- Emilie Autumn, cantautora estatunidenca, poeta, i violinista més coneguda per la seva gamma àmplia d'estils musicals.[50]
- Tim Gunn, un assessor de moda americà i personalitat televisiva. Es considera asexual i no ha tingut un xicot des de 1982.[51]
- Janeane Garofalo, una comediant americà, actriu, polític activista i escriptora. Durant el seu espectacle filmat a Seattle, treia la seva relació asexual de deu anys amb el seu xicot, descrivint-se com que no tenia gens d'interès en sexe.[52]
- James Matthew Barrie, autor de Peter Pan.[53]
- Kenji Miyazawa, poeta, novel·lista i esperantista japonès.[54]
- Paula Poundstone, comediant.[55]

Personatges de ficció
- Rudy Waltz des de novel·la de Kurt Vonnegut Deadeye Dick[56]
- Un pacient i el seu marit episodi de la sèrie House, MD emès originalment el 23 de gener del 2012.[57]